# Gobierno autónomo de Shanxi del norte
El Gobierno autónomo de Shanxi del norte (también conocido como Gobierno autónomo de Jinbei; chino: 晋北自治政府; pinyin: Jìnběi zìzhì zhèngfǔ; Wade-Giles: Chin4-pei3 tzu4-chih4 cheng4-fu3; Hepburn: Susumu kita jichi seifu) fue un componente administrativamente autónomo de Mengjiang desde su creación en 1937 hasta su fusión completa con Mengjiang en 1939. Tras la invasión japonesa de China en julio de 1937, los gobiernos regionales se establecieron en territorios ocupados por Japón. Después de la Operación Chahar en septiembre de 1937, que extendió el control japonés al norte de la región de Shanxi, se estableció un control más formal del área a través de la creación del Gobierno autónomo de Shanxi del norte, así como del Gobierno autónomo de Chahar del sur al este de Shanxi.
Aunque Mengjiang al principio solo ejerció un papel de supervisión y dirección sobre el Gobierno Autónomo de Shanxi del norte por medio del Comité Unido de Mengjiang, una conferencia de figuras influyentes del Gobierno Autónomo de Shanxi del norte, el Gobierno autónomo de Chahar del sur y Mengjiang; la influencia ejercida por Mengjiang a lo largo del tiempo permitió un control cada vez mayor sobre los asuntos de la zona, lo que hizo que perdiera su autonomía administrativa en 1939 mediante la formación del Gobierno Autónomo Unido Mongol.

## Nombre
El Gobierno autónomo de Shanxi del norte se conoce por varios nombres en inglés, aunque comúnmente se lo conoce por un solo nombre en chino. El nombre chino completo del estado es 晋北自治政府 (pinyin: Jìnběi zìzhì zhèngfǔ; Wade–Giles: Chin4-pei3 tzu4-chih4 cheng4-fu3), que literalmente significa "Gobierno autónomo del norte/Shanxi del norte". Este nombre utiliza el carácter chino 晋 (pinyin: jìn; Wade–Giles: jin4) para referirse a Shanxi, en lugar de su nombre completo, 山西 (pinyin: Shānxī; Wade–Giles: Shan1-hsi1). Debido a esto, el término 晋北 (pinyin: Jìnběi; Wade–Giles: jin4-pei3; lit.: 'Jin [Shanxi] Norte') a veces se deja sin traducir en inglés como "Jinbei", en lugar de como "Norte/Shanxi del norte ".
El estado también se conoce con diferentes nombres en otros idiomas, como el mongol ᠤᠮᠠᠷᠠᠲᠤᠱᠠᠨᠢᠰᠢᠠᠦ᠋ᠲ᠋ᠣᠨᠣᠮᠢ ᠳᠤᠵᠠᠰᠠᠭ ᠤᠨᠭᠠᠵᠠᠷ(cirílico: Умард Шаньси Автономит засгийн газар), sin embargo esto no es muy común.

## Antecedentes
Tras el incidente del Puente de Marco Polo y el inicio por parte de Japón de la guerra con China, se prepararon los planes japoneses para su (esperada) victoria en la segunda guerra sino-japonesa y se comenzó a actuar en consecuencia. Entre estos planes, particularmente al principio de la guerra, estaba la administración de China dividiéndola en muchos estados colchón más pequeños, todos bajo la esfera de influencia japonesa. Para 1938 existían en China varios gobiernos más pequeños alineados con Japón, además de los estados títeres más importantes de Manchukuo y Mengjiang. Algunos de estos estados títeres japoneses eran administrativamente autónomos y de nueva creación, incluyendo al Consejo Autónomo de Hebei Oriental, el Gobierno de la Gran Vía de Shanghái, el Gobierno autónomo de Chahar del sur y, por supuesto, el Gobierno autónomo de Shanxi del norte.

## Creación
En la mañana del 13 de septiembre de 1937, el centro de la ciudad de Datong fue capturado por las fuerzas del ejército japonés y, por el momento, quedó bajo control militar. Poco después, sin embargo, un grupo de figuras influyentes de la ciudad, incluido Wang Yongkui, el presidente de la Cámara de Comercio de la ciudad de Datong, un maestro de escuela secundaria, un contable y otros, dieron la bienvenida a los japoneses, y ellos mismos presentaron poca resistencia a la ocupación. Más tarde, ese mismo mes, el 20 de septiembre, se establecieron los cimientos del gobierno en colaboración con el Centro de Mantenimiento de Seguridad Pública de Shanxi del norte, con sede en Datong. Al principio, este esfuerzo fue encabezado por Chen Yuming, que viajó desde Zhangjiakou (Kalgan), la entonces capital de Mengjiang, para dirigir la administración de Datong. Bajo Chen, el Centro de Mantenimiento de Seguridad Pública de Shanxi del norte formó una fuerza de milicia de 150 ciudadanos de Datong para cooperar con el ejército japonés en defensa de la ciudad. Sin embargo, la administración de Chen se vio truncada por la reestructuración del gobierno de toda la región en octubre.
En octubre, el ejército japonés organizó una conferencia cuyo objetivo declarado era "llevar la provincia de Shanxi a la autonomía", que se celebró en el Teatro de la calle Gulou Occidental en Datong. En esta conferencia, a la que asistieron más de mil personas, la capacidad administrativa del Centro de Mantenimiento de Seguridad Pública de Shanxi del norte fue reemplazada por varios otros órganos administrativos, lo que derivó en los planes para la creación de un estado autónomo en el norte de Shanxi, con su capital en Datong. , para ser puesto en marcha por el ejército japonés.
El 15 de octubre de 1937, se creó oficialmente el Gobierno Autónomo de Shanxi del norte.

## Gobierno
Respecto a las relaciones internacionales, el Gobierno Autónomo de Shanxi del norte no fue reconocido por ningún estado soberano. Incluso el propio Japón no reconoció oficialmente al Gobierno Autónomo de Shanxi del norte como nación. Sin embargo, Mengjiang y el vecino Gobierno autónomo de Chahar del sur sí lo hicieron. Estos tres estados, Mengjiang, Shanxi del norte y Chahar del sur, estaban vinculados por medio del Consejo Supremo, una organización con sede en Zhangjiakou que dirigía (pero no aplicaba ni creaba) la política de los tres estados. Sin embargo, Mengjiang ejerció, con mucho, la mayor influencia dentro del Comité Unido de Mengjiang, lo que permitió que los otros dos estados se volvieran aún más dependientes y fueran integrándose en Mengjiang a medida que pasaba el tiempo. En representación del Gobierno Autónomo de Shanxi del norte en el Comité Unido de Mengjiang estuvo Xia Gong, un expolítico local durante el control de Shanxi por la República de China.
Para mantener al Gobierno Autónomo de Shanxi del norte alineado con los intereses japoneses, se creó el cargo de Asesor Supremo, por encima de todos los demás puestos dentro del gobierno del estado. Este puesto fue ocupado por Maejima Masu, una figura política étnicamente japonesa que había trabajado anteriormente en la gestión local en Manchukuo.
El propio gobierno del Gobierno Autónomo de Shanxi del norte constaba de varios departamentos, todos bajo el control de Maejima Masu, el Asesor Supremo.

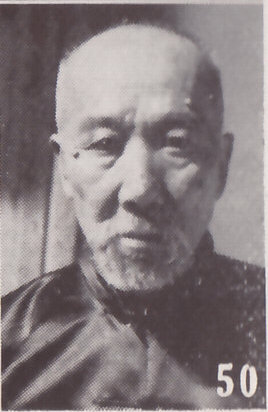
Xia Gong, miembro del Consejo Supremo del Comité Unido de Mengjiang que representa al Gobierno Autónomo de Shanxi del norte.

### Estructura del Gobierno Autónomo de Shanxi del norte

#### Asesores y figuras destacadas
- Asesor Supremo: Maejima Masu
  - Miembro del Consejo Supremo del Comité Unido de Mengjiang: Xia Gong
    - Miembros del Comité Unido de Mengjiang: Ma Yongkui, Chi Weiting, Gu Xiyu, Wen Huajun (luego reemplazado por Wang Shouxin)

  - Consultor oficial: Oba Masaaki
  - Portavoz del Asesor Supremo: Oba Masaaki

#### Departamentos
- Departamento de Salud Pública:
  - Director: Lu Dengyu (luego reemplazado por Dennanji Hitsu)
  - Consultor: Iwasaki Tsugisei
- Departamento de Finanzas:
  - Director: Cui Xiaoqian
  - Consultor: Hashimoto Otoji
- Departamento de policía:
  - Director: Mori Ichirō[12]

## Economía

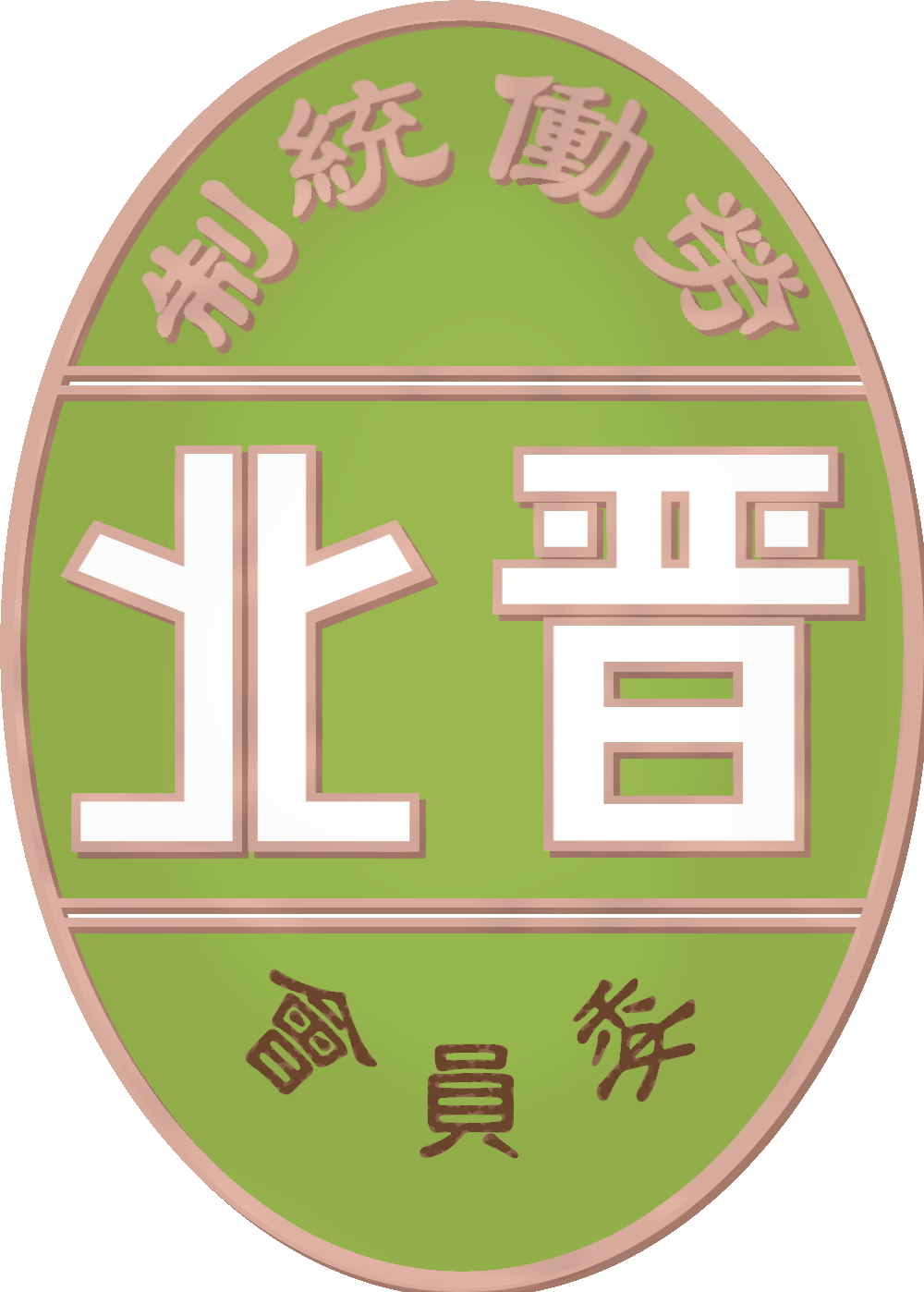
Logotipo del Comité de Control Laboral de Shanxi del norte.

La región de Shanxi del norte contenía vastas reservas de carbón al sur de la capital, Datong. Estas reservas de recursos ayudarían a formar una base económica para Shanxi del norte, aunque bajo control japonés, y a pesar del tamaño más pequeño de la región en comparación con otros estados, como Mengjiang. Debido a la supervisión japonesa del estado, así como de su economía, gran parte del carbón se desvió a los esfuerzos de guerra japoneses. Según un corresponsal japonés del Oriental Economist (a través del Far Eastern Survey),
Todas las líneas de la iniciativa política y económica se han puesto en manos de funcionarios que fueron trasladados de los servicios civiles y de otro tipo desde Manchukuo.
Los sistemas de organización de Manchukuo comenzaron a implementarse en Shanxi del norte, así como en el resto de Mengjiang, junto con el movimiento de personas experimentadas de Manchukuo. La principal de estas nuevas organizaciones fue el Comité de Control Laboral de Shanxi del norte (chino: 晋北勞働統制委員會; pinyin: Jìnběi láodòng tǒngzhì wěiyuánhuì; Wade–Giles: Chin4-pei3 lao2-tung4 t'ung3-chih4 wei3-yüan2-hui4), fundado el 29 de mayo de 1939. En Manchukuo, anteriormente, las organizaciones japonesas se habían encargado de la mano de obra para apoyar los intereses de guerra de Japón, incluso fuera del Japón propiamente dicho. Estos proyectos en Manchukuo tendrían bastante éxito, creando un ejemplo de cómo los prisioneros de guerra, así como las poblaciones nativas de China y otras etnias podrían ser forzadas a trabajar y al mismo tiempo permitir que más japoneses étnicos fueran reclutados para el propio Ejército Imperial Japonés.
Debido a la aguda escasez de mano de obra y a los pobres resultados de la producción de carbón, un grupo de 8.000 trabajadores chinos se vieron obligados a participar en las operaciones de extracción de carbón a mediados de 1939. Los 8.000 trabajadores chinos se dividieron en grupos de 1.000, y cada grupo trabajó un turno de tres meses. El Comité de Control Laboral se convirtió rápidamente en una organización valiosa para el Gobierno Autónomo de Shanxi del norte, permitiéndole aumentar la venta de carbón sin tener que subir el impuesto de 15 sen por tonelada, sino simplemente extrayendo más carbón con menos dinero gastado en el cuidado de los trabajadores de las minas de Datong.

### Moneda
En el gobierno autónomo de Shanxi del norte, no existía una moneda de curso legal única. En cambio, las monedas de Japón, Mengjiang, la República de China, Chahar del sur y las orillas del norte de Shanxi se utilizaron en conjunto. La mayoría de los bancos más grandes de Shanxi del norte produjeron sus propios billetes, que se utilizaron en entornos oficiales. Debido a la circulación de tantas monedas incluso en usos oficiales, los sellos gubernamentales de Shanxi del norte se veían a menudo en documentos del gobierno, como los fiscales. Sin embargo, incluso en algunos documentos fiscales del gobierno, el pago se realizaba en monedas de otros estados, como la del Gobierno autónomo de Chahar del sur.

### Bancos nacionales
El banco más grande de Shanxi del norte fue el Shanxi Provincial Bank, establecido en 1919. El banco tenía un capital de 12.000.000 yuanes chinos en 1940, cinco veces las ganancias nacionales de toda la industria del carbón el año anterior. Otros bancos importantes en Shanxi del norte en ese momento incluían el Banco de Ferrocarriles Locales de Shanxi y Suiyuan (con un capital de 10.000.000 de yuanes), el Banco de Agricultores de Sui-Hsi (con un capital de 600.000 de yuanes) y el Banco Provincial de Sal de Shanxi (capital de 2.000.000 de yuanes).

## Integración en Mengjiang
A medida que pasaba el tiempo y la relación entre el Gobierno Autónomo de Shanxi del norte y Mengjiang se hacía cada vez más estrecha, los dos estados, junto con el Gobierno Autónomo de Chahar del sur, se fusionarían para formar el Gobierno Autónomo Unido de Mengjiang. El 1 de septiembre de 1939, el estado del Gobierno Autónomo de Shanxi del norte cambió al perder su administración autónoma, para convertirse en una parte mucho más controlada directamente del propio Mengjiang. Aunque Shanxi del norte todavía tendría una cantidad relativa de autonomía, esto también se eliminó en 1943 cuando se reformó en la Oficina Provincial de Datong de Mengjiang.

## Galería

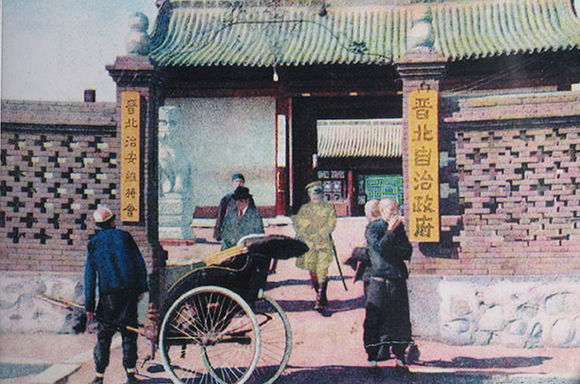
La entrada al edificio de gobierno de Shanxi del norte.
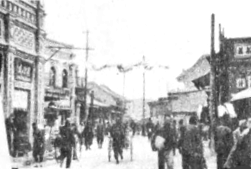
Vista de una calle en el Datong ocupado por los japoneses.
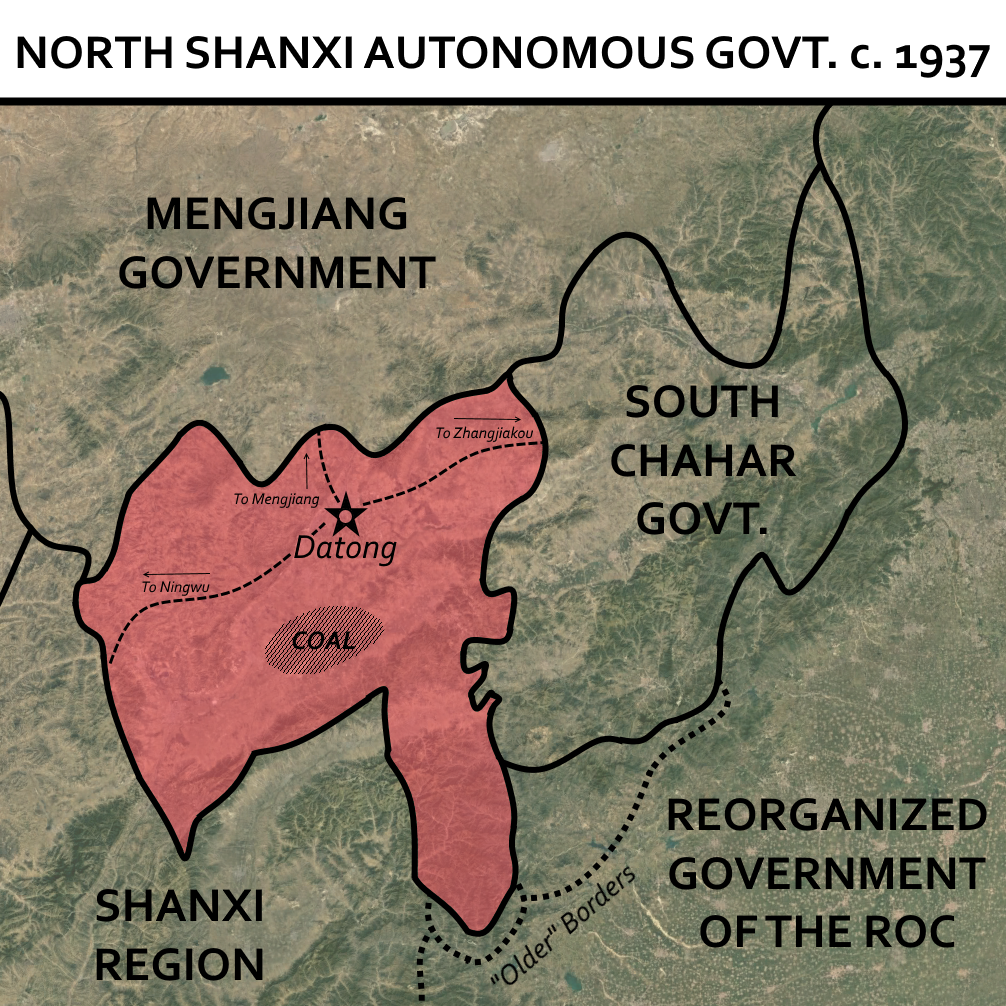
Un mapa del estado destacando su ubicación junto a otros estados, como el Gobierno autónomo de Chahar del sur.
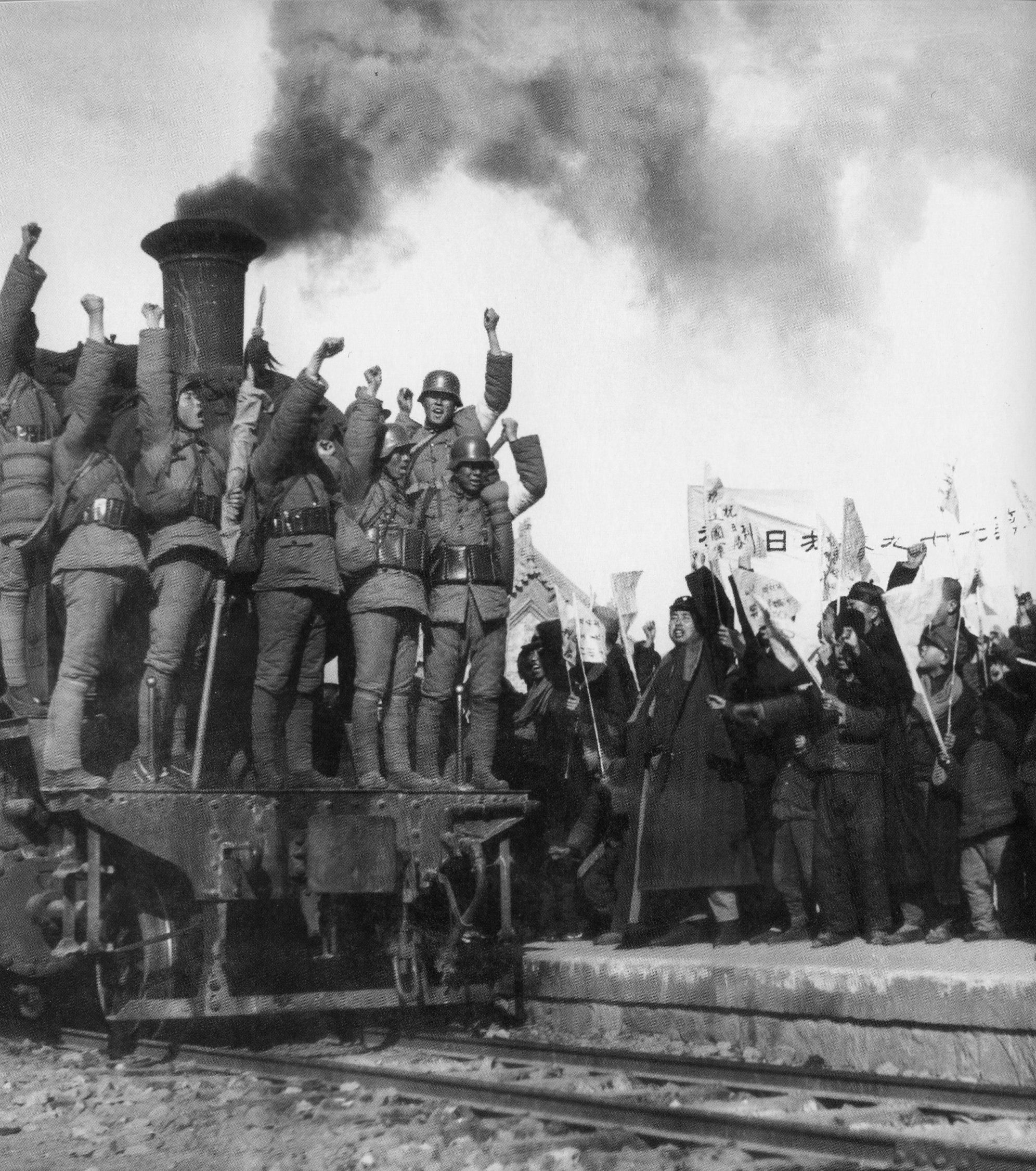
Soldados chinos en Shanxi en octubre de 1937, mes en el que se estableció el Gobierno Autónomo de Shanxi del norte.
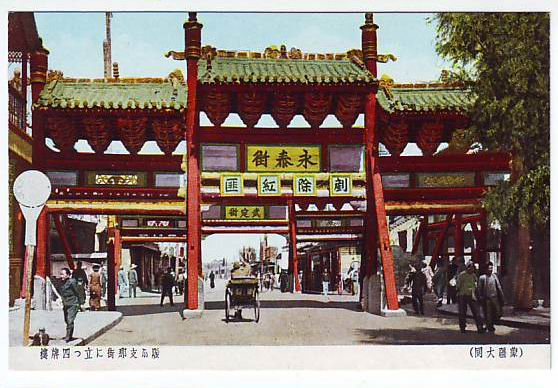
Una postal de una puerta en el Datong ocupado por los japoneses.